# Håkon Grjotgardsson
Håkon Grjotgardsson, död någon gång mellan 910 och 920, var en norsk storman och jarl i Tröndelag under Harald Hårfagers tid. Han är den förste av Ladejarlarna. Hans ätt kom från Hålogaland. Håkon slog sig ner i Lade, vid Nidälvens utlopp i Trondheimsfjorden. Enligt Snorre Sturlasson allierade han sig med Harald Hårfager under dennes erövring av Tröndelag och befäste alliansen med att gifta bort son dotter Åsa till Harald. Harald ska ha gett honom kontroll över hela Tröndelag. Håkon ska ha stupat vid Stavanesvågen (nu Stongfjorden) i nuvarande Askvoll, Sogn og Fjordane. Håkons hustrus namn är okänt. Han var far till Sigurd Ladejarl, som efter faderns död fick ta över som Tröndelags jarl.